# Oost-Nusa Tenggara

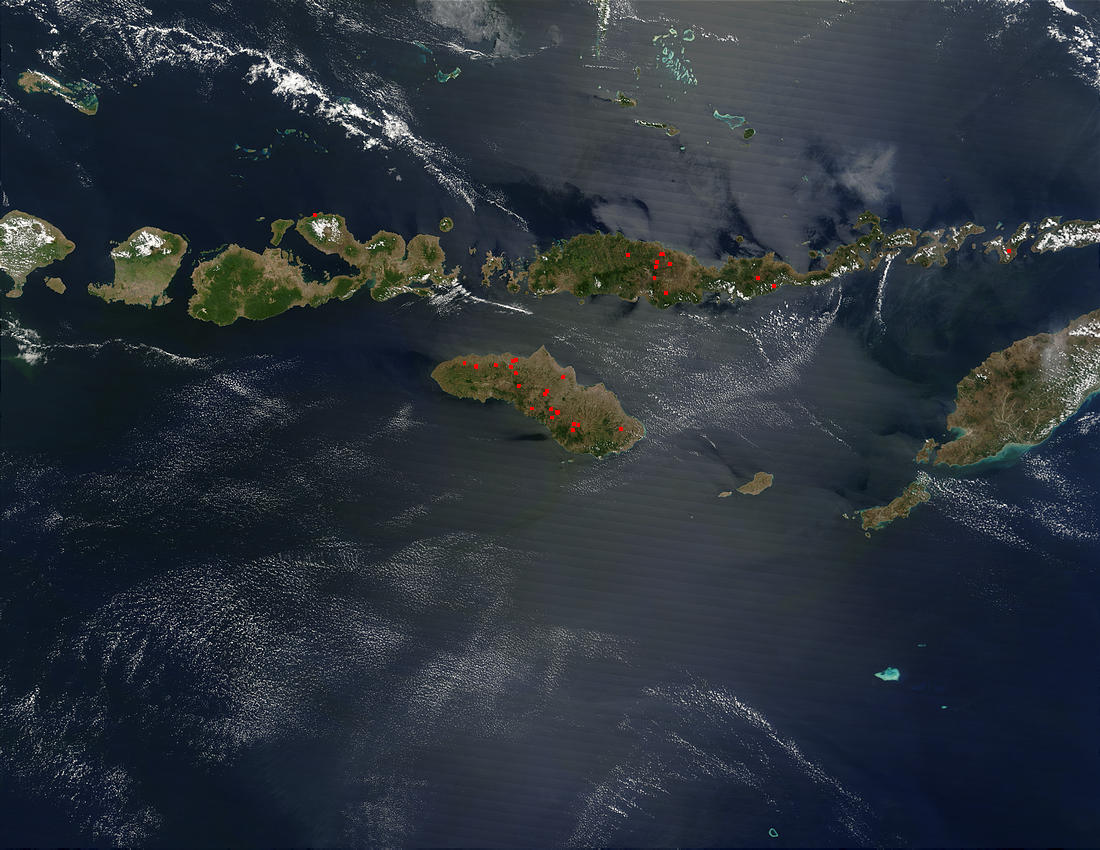
Bosbranden op Sumba en Flores. Foto: NASA

De Indonesische provincie Oost-Nusa Tenggara (Indonesisch: Nusa Tenggara Timur) behoort tot de Kleine Soenda-eilanden en bestaat uit 566 eilanden die zich uitstrekken over een afstand van ongeveer 1300 km. Slechts 42 eilanden zijn bewoond. Meer dan de helft van de eilanden is echter zo klein dat ze geen naam hebben gekregen.
- De grootste drie eilanden zijn Flores, Sumba en Timor (waarvan enkel het westelijk deel West-Timor tot Indonesië hoort).
- Ook de wat kleinere eilanden Savoe, Raijua, Roti, Semau, Alor, Pantar, Lomblen, Adonara en Komodo behoren tot Oost-Nusa Tenggara.
- De hoofdstad is Kupang op West-Timor.

## Klimaat en landschap
- De oostelijke kant van de eilanden is meestal droog, onder invloed van de hete en droge winden vanuit Australië. Sommige kustvlakten krijgen daardoor gedurende het gehele jaar nauwelijks regen.
- Hoe meer naar het oosten, des te droger en warmer het eiland.
- Het droge seizoen duurt van mei tot november, het natte seizoen van december tot april.
- De eilanden bestaan vaak uit onvruchtbaar kalkgesteente.
- Rond de eilanden liggen veel koraalriffen die tot de rijkste ter wereld behoren.

## Bevolking
- Bevolkingsdichtheid: De meeste eilanden zijn onbewoond. De rest is meestal dun tot zeer dunbevolkt.
- Religie: christendom 96% en animisme. De Adat (traditie) speelt overal echter nog een belangrijke rol.

## Taal
In Oost-Nusa Tenggara spreekt men tientallen Malayo-Polynesische talen. De voornaamste zijn het Kamberaas, het Uab Meto en het Manggarai.

## Regentschappen en stadsgemeenten
Oost-Nusa Tenggara bestaat uit (ten minste) twintig regentschappen (kabupaten) en één stadsgemeenten (kota):

### Regentschappen
- Alor
- Belu
- Centraal-Sumba (Sumba Tengah)
- Ende
- Kupang
- Lembata
- Malaka
- Manggarai
- Ngada
- Noord-Midden-Timor (Timor Tengah Utara)
- Oost-Flores (Flores Timur)
- Oost-Sumba (Sumba Timur)
- Rote Ndao
- Sikka
- West-Manggarai (Manggarai Barat)
- West-Sumba (Sumba Barat)
- Zuid-Midden-Timor (Timor Tengah Selatan)
- Zuidwest-Sumba (Sumba Barat Daya)
- Sabu Raijua

### Stadsgemeente
- Kupang (stadsgemeente)

## Eilanden
Onder andere de volgende eilanden maken deel uit van de provincie Oost-Nusa Tenggara:
- Alor
- Flores
- Halura
- Hauli
- Komodo
- Ndao
- Raijua
- Roti
- Semau
- Savoe
- Solorarchipel: Adonara, Lomblen, Solor
- Sumba
- West-Timor

Stadsgemeente: Kupang

Regentschappen: Alor · Belu · Centraal-Sumba · Ende · Kupang · Lomblen  · Malaka · Manggarai · Ngada · Noord-Centraal Timor · Oost-Flores · Oost-Sumba · Rote Ndao · Sabu Raijua · Sikka · West-Manggarai · West-Sumba · Zuid-Centraal Timor · Zuidwest-Sumba